# Cucaburra escatós
El cucaburra escatós  (Dacelo tyro) és una espècie d'ocell de la família dels alcedínids (Alcedinidae) que habita zones esguitades d'arbres a les illes Aru i sud de Nova Guinea.